# Eumerus floresanus
Eumerus floresanus är en tvåvingeart som beskrevs av Keiser 1952. Eumerus floresanus ingår i släktet månblomflugor, och familjen blomflugor. Inga underarter finns listade i Catalogue of Life.